# Gonfalone della Chiesa

Gonfalone della chiesa secondo Bonifacio VIII

Il Gonfalone o Vessillo di Santa Romana Chiesa era il simbolo della sovranità spirituale della Chiesa cattolica su tutto il mondo. Seguiva sempre il Pontefice nei suoi viaggi, lo accompagnava nelle maggiori solennità religiose e civili (processione del Corpus Domini, possessi papali, cavalcate solenni ecc.) e veniva spiegato dalle truppe in combattimento.

## Descrizione

Gonfalone della chiesa arcaico

Gonfalone della chiesa secondo Innocenzo III

Il vessillo era inizialmente costituito da un drappo rosso decorato con l'immagine di San Pietro, e talvolta anche con quella di San Paolo. Queste figure vennero sostituite, per disposizione di papa Innocenzo III, con un emblema costituito da chiavi decussate sormontate da una croce bianca.
Sotto il pontificato di papa Bonifacio VIII il gonfalone assunse la sua forma definitiva: un drappo di seta cremisi, cosparso di stelle a sei punte ricamate in oro, recante al centro le simboliche chiavi incrociate, sormontate dal conopeo o sinnicchio, terminante in due punte, ciascuna delle quali ornata da un fiocco d'oro. Il drappo era attaccato ad una lunga asta dorata, incavata al posto dell'impugnatura, e cimata di una piccola lancia metallica, da cui pendevano cordoni a fiocco d'oro.

## Storia
Il Vessillo di San Pietro venne usato da Papa Alessandro II durante un periodo critico della lotta per le investiture. Mentre infatti il re di Germania non riconosceva la sua autorità, egli cercò di rafforzare la sua imagine con atti simbolici, come la concessione del vessillo di San Pietro ai regnanti che si offrivano come suoi vassalli in cambio della sua benedizione: Guglielmo il Conquistatore, che prese l'Inghilterra, Sancho d'Aragona, impegnato contro i mori, i re normanni impegnati nella conquista della Sicilia. Un vessillo o bandiera era dopotutto usato nelle cerimonie di investitura al livello più alto, dove veniva concesso anche il potere giurisdizionale, quindi il papa divenne formalmente il padrone delle corone europee. La stessa parola "bandiera" derivava infatti da ban, cioè il potere giurisdizionale nel mondo germanico.
Il vessillo fu presente sia alle crociate che alla battaglia di Lepanto.